# 泰薄礁
泰薄礁，位于北纬30ø 44'6" 东经123ø 09'24"，舟山群岛东北侧，海礁列岛最东侧，故代表海礁为中国领海基点之一。属于浙江省舟山市嵊泗县嵊山镇管辖，位于海礁岛群的东南部，西距嵊泗县城约68公里。